# Gremberger Wäldchen

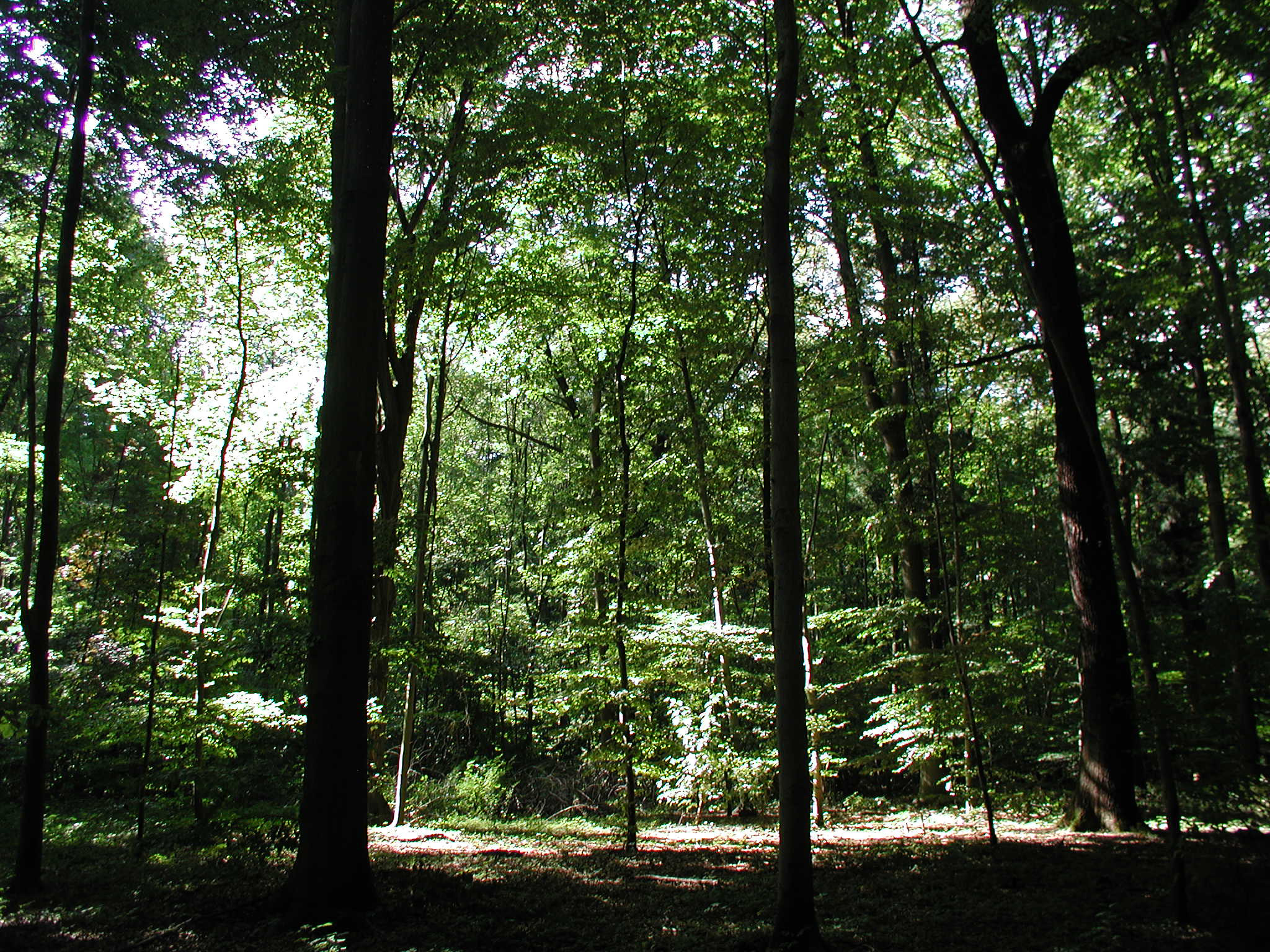
Gremberger Wäldchen (2008)

Das Gremberger Wäldchen (aktivistisch auch Grembi) ist ein städtisches Naherholungsgebiet am Rand des rechtsrheinischen Kölner Stadtteiles Gremberg. Er beherbergt eine Rotbuche aus den ersten Jahrzehnten des 18. Jahrhunderts, den wahrscheinlich ältesten Baum Kölns.

## Geschichte
Das Gremberger Wäldchen gehört zu den Besonderheiten im rechtsrheinischen Grüngürtel. Es erinnert mit seinem Laubwald an die ursprüngliche Bewaldung der sich über Gremberg hinaus erstreckenden Niederterrasse der Kölner Bucht.

### Vom Klosterbesitz zum Staatsforst

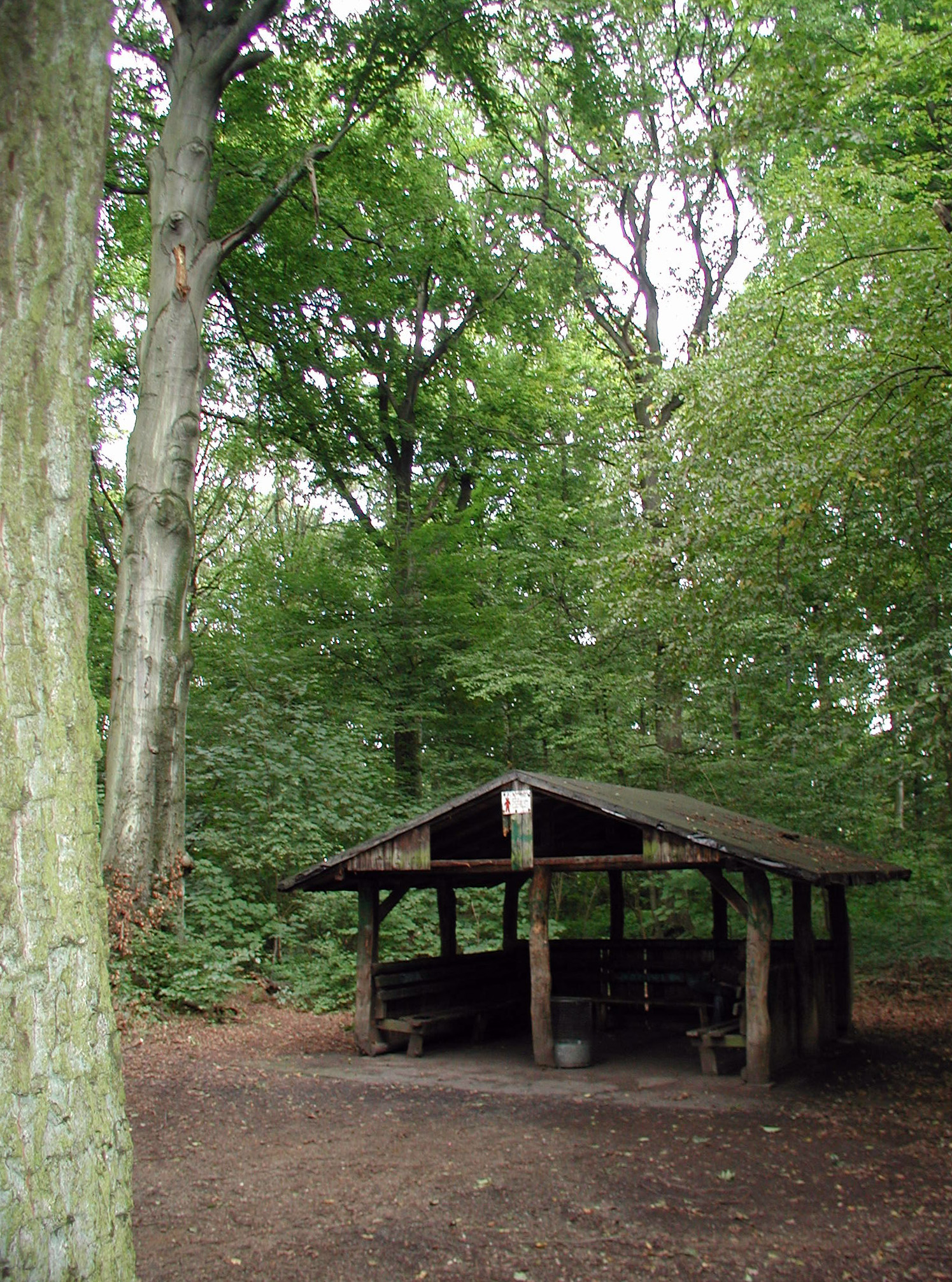
Schutzhütte (2008)

Der ehemals klösterliche, der Abtei Deutz zugehörige Gremberger Hof mit den ihn umgebenden Waldflächen wurde bereits im Jahr 1003 urkundlich erwähnt. Das Gelände blieb jedoch wohl auf Grund seiner abgeschiedenen Lage über Jahrhunderte im Wesentlichen unberührt. Mit der Besetzung in der Franzosenzeit und der dann einsetzenden Säkularisation fiel auch dieser kirchliche Besitz an den Staat.

### Städtischer Wald
1899 wurde durch die Stadt Köln eine etwa 72 Hektar große Waldparzelle im rechtsrheinischen Gremberg erworben. Es war eine dem „Forstfiskus“ unterstehende Liegenschaft, das sogenannte „Gremberger Wäldchen“. Der Kaufpreis von 400.000 Mark beinhaltete neben dem verwilderten Forst ein auf dem Gelände stehendes Forsthaus sowie Wirtschaftsgebäude des Gremberger Hofes.

### Erschließung des Waldes

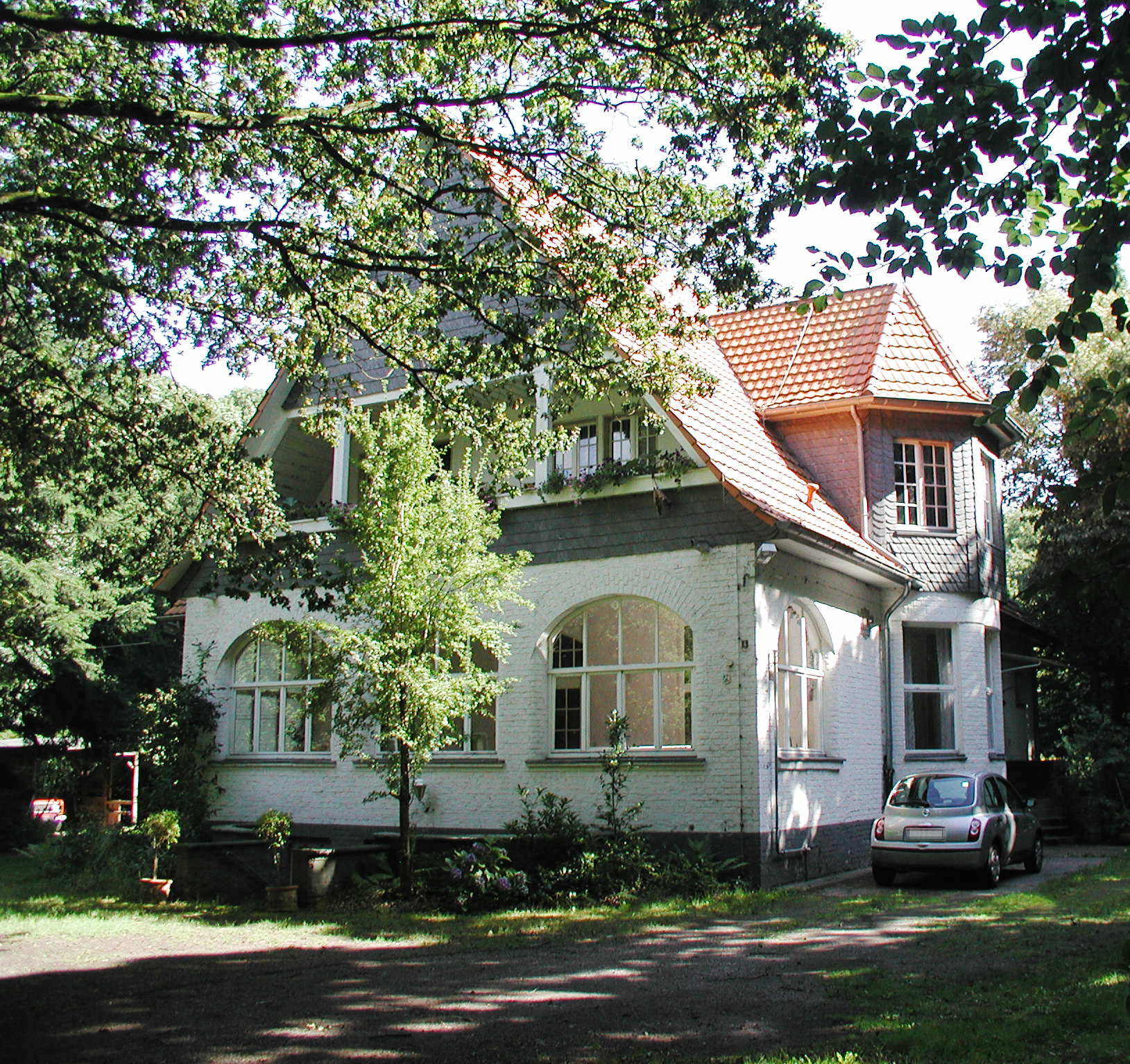
Forsthaus (1912)

Der Zustand des Waldes war desolat, er enthielt nach Enke „früher in achtzehnjährigem Umlauf abgetriebenen Niederwald mit einem Schirmstand alter Eichen und Buchen“. Zur Jahrhundertwende befand sich der Wald in einem völlig ungeregelten Zustand. Sein Unterholz bestand aus Stockausschlag von Linden, Hainbuchen und Eichen, welcher zu einem undurchdringlichen Dickicht verwachsen war, über dem sich uralte Eichen und Buchen erhoben und ihre mächtigen Laubkronen breiteten.
Den Auftrag zur Erschließung des Waldgeländes erhielt im Herbst des Jahres 1901 der städtische Obergärtner Hermann Robert Jung. Jung war seit 1890 zuständig für die Bereiche der Alt- und Neustadt und betreute erste rechtsrheinische, stadtkölnische Gebiete. Unter ihm wurde der Wald gelichtet und ein Wegenetz angelegt.
Nach der Auslichtung und der Anlage eines dichten Wegenetzes erfolgten unter Wahrung des bestehenden Waldcharakters Anpflanzungen von weiteren Arten. Eine Anstellung eines Försters sowie ein Neubau des alten Forsthauses erfolgten 1912. Mit der Einrichtung einer Gastwirtschaft im Forsthaus wurde das Gremberger Wäldchen zu einem beliebten Ausflugsziel der Kölner. So zeigt ein Schwarz-Weiß-Foto aus dem Jahr 1916 das Forsthaus als Gartenwirtschaft mit einer Anzahl von aufgestellten Tischen und Stühlen im Freien. Das immer noch in seiner alten Form erhaltene Gebäude ist heute privater Wohnraum.

## Gedenkstätte Gremberger Wäldchen

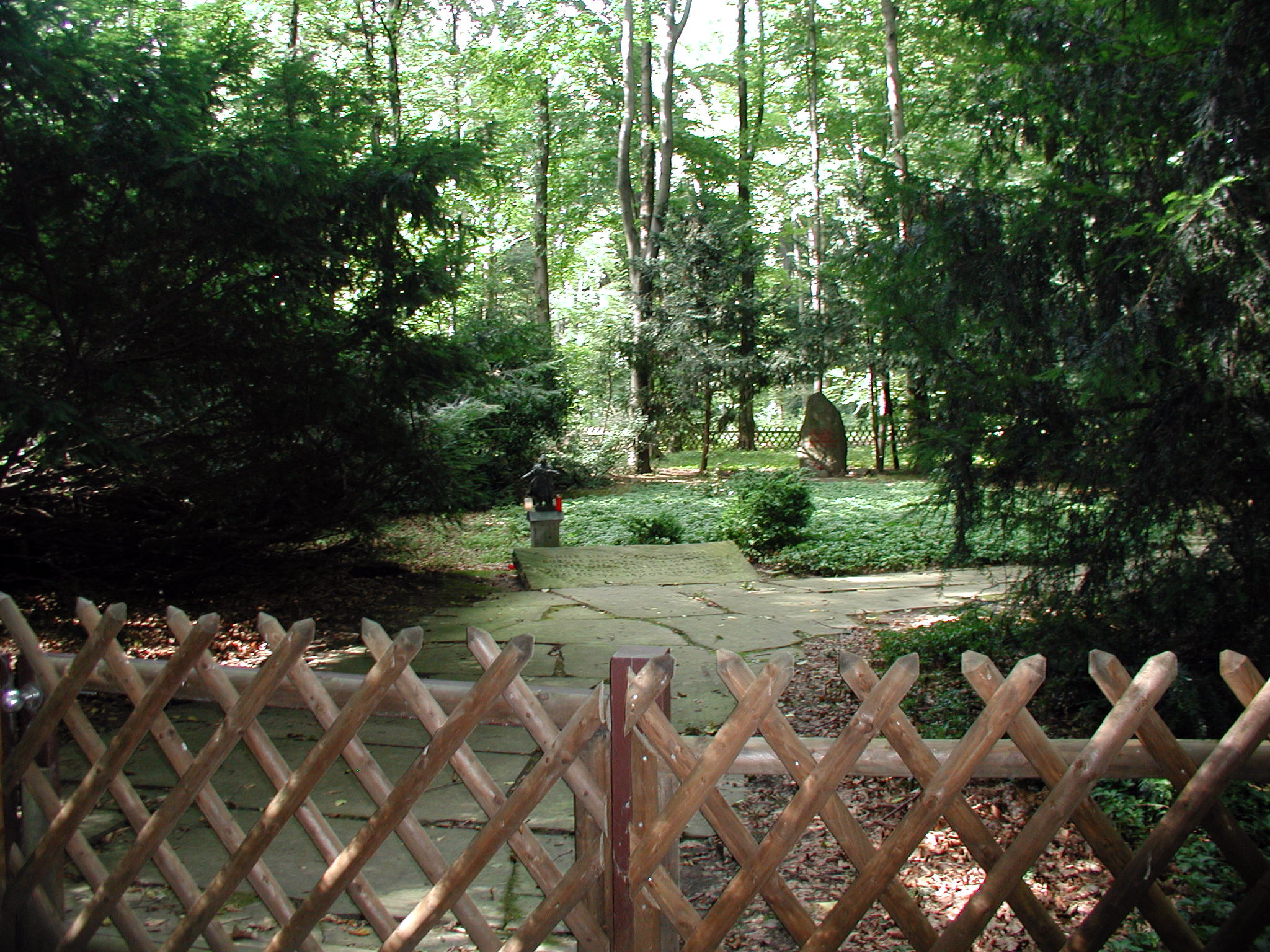
Gedenkstätte für NS-Opfer (2008)

Im Süden des Gremberger Wäldchens liegt die Gedenkstätte für Opfer von Krieg und Gewaltherrschaft. Sie soll an 74 sowjetische Bürger erinnern, die hier unter der nationalsozialistischen Herrschaft zwischen 1941 und 1945 ermordet wurden.
Die Gedenkstätte befindet sich an der Stelle eines Massengrabs, die Gestaltung erinnert an einen kleinen Friedhof. Das Areal ist von einem einfachen Jägerzaun umgeben, ein Weg aus großen Steinplatten führt vorbei an immergrünen Bodendeckern. Auf einer Steintafel am Boden steht: 

„Hier sind 74 sowjetische Bürger begraben, die während ihrer Gefangenschaft unter dem Faschismus in den Jahren 1941 bis 1945 ermordet wurden.“

 Die gleiche Inschrift findet sich in kyrillischer Schrift auf einem knapp unter zwei Meter hohem Gedenkstein.
Am Fuß der Steintafel am Boden steht ein Keramikrelief von Klaus Balke mit einer Inschrift auf dem Sockel. Ursprünglich stand an dieser Stelle die Bronzeplastik „Trauernde Eltern“ des Künstlers, 1985 auf Initiative der Vereinigung der Verfolgten des Naziregimes angeschafft. 2020 wurde die Bronzefigur gestohlen und im Januar 2022 von Klaus Balke durch ein motivgleiches Relief aus Keramik ersetzt.

Die Inschrift ist ein Zitat aus der „Kriegsfibel“ von Bertolt Brecht (1898–1956): 

„Und alles Mitleid, Frau, nenn ich gelogen, / das sich nicht wandelt in den roten Zorn, / der nicht mehr ruht, bis endlich ausgezogen, / dem Fleisch der Menschheit dieser alte Dorn.“

### Zwangsarbeiter- und Krankensammellager
In der Nähe der heutigen Gedenkstätte hat es von Anfang der 1940er Jahre bis 1945 ein Krankensammellager der NS-Gewerkschaft „Deutsche Arbeitsfront“ gegeben. Im Lager sollten kranke, nicht mehr arbeitsfähige Zwangsarbeiter für die Ausweisung in ihre Heimatländer erfasst und vorbereitet werden. Viele der Insassen stammten aus Osteuropa. Laut Zeitzeugenaussagen herrschten im Lager schlechte Verhältnisse, bis es im April 1945 geräumt und geschlossen wurde. Bei der Räumung des Lagers fielen zahlreiche Schüsse und Baracken wurden in Brand gesetzt. Insgesamt soll es mehrere Verletzte und ungefähr 30 Tote gegeben haben.
Das Gelände des ehemaligen Krankensammellagers wurde am 11. Juli 2024 unter der laufenden Nummer 506 in die Denkmalliste der ortsfesten Bodendenkmäler der Stadt Köln eingetragen.

## Weiterentwicklung bis heute

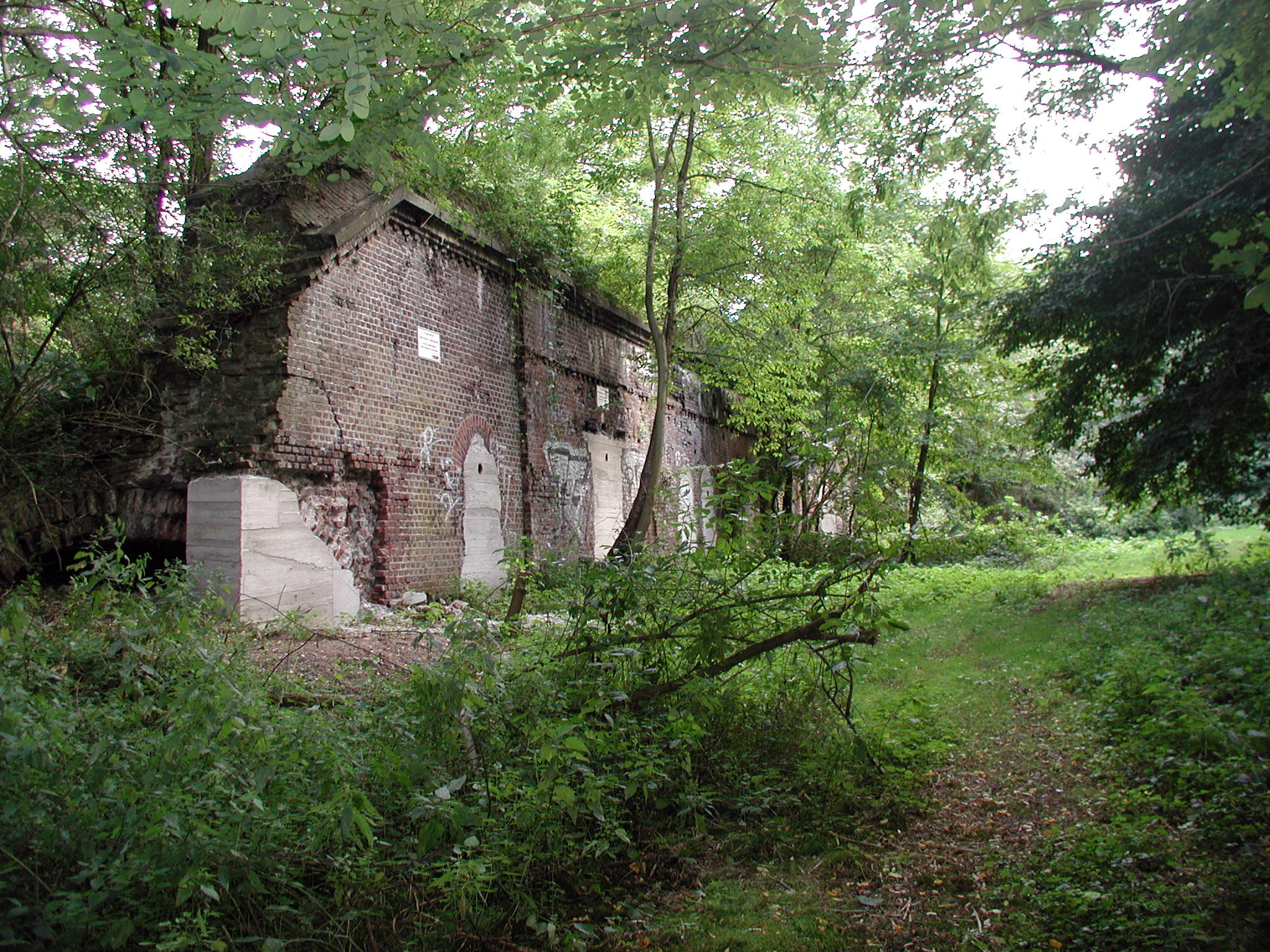
Reste des Zwischenwerkes IX b (2008)

Am Anfang der 1970er Jahre wurde das Waldstück durch den Bau des östlichen Autobahnzubringers in seiner Mitte durchtrennt. Das der Naherholung der Bevölkerung dienende Areal erhielt zum Ausgleich eine Erweiterung durch das weiter östlich um das Zwischenwerk IX herum gelegene, ebenfalls bewaldete Gebiet am Autobahnkreuz Gremberg.
Das um 1900 als Naherholungsgebiet realisierte Waldstück hat diese Funktion weitgehend verloren. Eingeengt und durchtrennt durch die Autobahn, deren Zubringer, eine S-Bahntrasse und städtische Straßen, ist das „Wäldchen“ einem permanenten Verkehrslärm ausgesetzt. So blieben viele der ehemals zahlreichen Besucher dem Wald fern, sodass auch das beliebte Gartencafé ob dieser Entwicklung schon vor vielen Jahren den Betrieb einstellte.